# مركز الإصلاح والتأهيل بأخميم الجديدة
مركز الإصلاح والتأهيل بأخميم الجديدة هو مجمع سجون علي مساحة 580 فدان، يقع في أخميم الجديدة، سوهاج، مصر.

## مرافق السجن

### منطقة الاحتجاز
يضم المركز ستة مراكز إصلاح وتأهيل عمومية بمسمى (مركز إصلاح وتأهيل أخميم الجديدة «1، 2، 3، 4، 5، 6») مصممة بالشكل الدائرى الحاكم لإتاحة تهوية وإنارة طبيعية على مدى اليوم لجميع النزلاء وكل العنابر مزودة بشاشات عرض تعرض برامج ثقافية ورياضية وتأهيلية، وأماكن مخصصة لإقامة الشعائر الدينية وأماكن مخصصة لذوى الاحتياجات الخاصة وغرفة لتجديد الحبس الاحتياطى.

### منطقة التأهيل والإنتاج
منطقة التأهيل والإنتاج مناطق الزراعات المفتوحة والصوب الزراعية والثروة الحيوانية والداجنة والمصانع والورش الإنتاجية وفى المنطقة الخارجية للمركز منافذ لبيع المنتجات، كما يتم بيع منتجات المركز في المعارض التى ينظمها قطاع الحماية المجتمعية.

### مستشفي مركزي
مستشفى مركزيًّا مجهزًا بأحدث المُعَدات والأجهزة الطبية وغرف عمليات تشمل جميع التخصصات وغرفًا للرعاية المركزة وغرفًا للعزل والطوارئ، بالإضافة إلى صيدلية مركزية، وقسم للمعامل والتحاليل والأشعة- وحدة الغسيل الكلوى، بالإضافة إلى العيادات التى تم تجهيزها بأحدث المُعَدات.

### مجمع محاكم
مجمع المحاكم والذى تم إنشاؤه لتحقيق أقصى درجات التأمين، ويضم 8 قاعات لجلسات المحاكمة «منفصلة إداريًّا» بسعة إجمالية 800 فرد حتى يتم عقد جلسات علانية لمحاكمة النزلاء بها وتحقيق المناخ الآمن لمحاكمة عادلة يتمتع فيها النزيل بجميع حقوقه، وتوفير عناء الانتقال إلى المحاكم المختلفة.